# Panki (gromada)
Panki – dawna gromada, czyli najmniejsza jednostka podziału terytorialnego Polskiej Rzeczypospolitej Ludowej w latach 1954–1972.
Gromady, z gromadzkimi radami narodowymi (GRN) jako organami władzy najniższego stopnia na wsi, funkcjonowały od reformy reorganizującej administrację wiejską przeprowadzonej jesienią 1954 do momentu ich zniesienia z dniem 1 stycznia 1973, tym samym wypierając organizację gminną w latach 1954–1972.
Gromadę Panki z siedzibą GRN w Pankach utworzono – jako jedną z 8759 gromad na obszarze Polski – w powiecie kłobuckim w woj. stalinogrodzkim, na mocy uchwały nr 19/54 WRN w Stalinogrodzie z dnia 5 października 1954. W skład jednostki weszły obszary dotychczasowych gromad Cyganka, Jaciska, Kałmuki, Panki i Praszczyki oraz wieś Koski z dotychczasowej gromady Koski ze zniesionej gminy Panki w tymże powiecie, a także oddziały leśne nr nr 1–26 z Nadleśnictwa Panki. Dla gromady ustalono 27 członków gromadzkiej rady narodowej.
20 grudnia 1956 województwo stalinogrodzkie przemianowano (z powrotem) na katowickie.
1 stycznia 1958 do gromady Panki przyłączono wieś Kawki z gromady Truskolasy oraz wsie Kostrzyna i Kotary ze zniesionej gromady Kostrzyna w tymże powiecie.
31 grudnia 1959 do gromady Panki włączono obszar zniesionej gromady Zwierzyniec III w tymże powiecie.
31 grudnia 1961 do gromady Panki włączono wieś Koski ze zniesionej gromady Kuleje w tymże powiecie.
Gromada przetrwała do końca 1972 roku, czyli do kolejnej reformy gminnej. 1 stycznia 1973 w powiecie kłobuckim reaktywowano gminę Panki.